# Stammliste von Thurn und Taxis
Stammliste von Thurn und Taxis mit den in der Wikipedia vertretenen Personen und wichtigen Zwischengliedern.

## Taxis
1. Pagano von Taxis † vor 1496
  1. Franz von Taxis (* um 1459 in Camerata Cornello, Italien; † zwischen dem 30. November und 20. Dezember 1517 in Brüssel, Belgien)
  2. Janetto von Taxis (* um 1450 in Camerata Cornello; † 1517 oder 1518 in Pisino/Istrien)
  3. Ruggero von Taxis † 1514/1515
    1. Johann Baptista von Taxis (* um 1470 in Camerata Cornello; † 16. Oktober 1541 jul. in Regensburg) ⚭ Christina von Wachtendonk zu Hemissem († 1561)
      1. Roger (* 1513 in Mecheln, † 16. März 1593 in Antwerpen) Dr. jur., Kleriker, Kanzler der Universität Löwen
      2. Franz II. von Taxis (* um 1514, † zwischen dem 22. und 31. Dezember 1543 in Brüssel)
      3. Raimond (* 1515 in Mecheln, † 23. Juli 1579 in Madrid) spanischer Oberpostmeister correyo major, vgl. Schillers Don Karlos
      4. Leonhard I. von Taxis (* 1521 in Brüssel, † 5. Mai 1612 ebenda) 2. Nachfolger als Generalpostmeister
        1. Christina († nach 1620), ⚭ am 15. Februar 1571 mit Jan von der Noot († 1611)
        2. Lamoral von Taxis (* 1557; † 7. Juli 1624 in Brüssel) ⚭ 1579 Genoveva von Taxis († 1628) Tochter des Augsburger Postmeisters Seraphin II. von Taxis (* 1538; † im Januar 1582 in Augsburg)
          1. Leonhard II. von Taxis (* 5. Juli 1594 in Brüssel; † 23. Mai 1628 in Prag) ⚭ 29. Juni 1616 Gräfin Alexandrine de Rye, Comtesse de Varax
            1. Genoveva Anna (Taufe am 16. April 1618; † 14. Dezember 1663), ⚭ am 8. Juli 1637 mit Sigismond Sfondrati, spanischer Generalkapitän der Artillerie († 1652)
            2. Lamoral Claudius Franz von Thurn und Taxis (* 14. Februar 1621, † 13. September 1676), seit 1646 Generalerbpostmeister, 1650 Namensänderung in Thurn und Taxis

          2. Johann Franz, der jung verstarb
          3. eine Tochter Leonora (* 1587)

        3. Valeria (1573–1643), ⚭ am 12. Januar 1588 mit Augustin de Herrera, span. Gouverneur von Gent († 1612), später Nonne
        4. Margareta, ⚭ am 5. Februar 1596 mit Diego Rodriguez de Olivarez, Gouverneur von Nieuwpoort

      5. Ludwig († nach dem 10. Januar 1568) ⚭ nach 1541 mit Anna Loosmans
      6. Johann Baptista (* 1530 in Brüssel, † 1610 in Madrid) spanischer Diplomat
      7. Ursula, Nonne
      8. Margareta († 19. Juli 1596) ⚭ mit Karl Boissot, kaiserlicher Rat
      9. Maria († 6. April 1601) ⚭ mit Daniel van den Berghe, flandrischer Rat
      10. Adelheid († nach 1599) ⚭ mit Dr. jur. Jacob Masius, Bruder von Andreas Masius
      11. Regina, auch Rosina († nach dem 10. Januar 1568) ⚭ am 3. März 1551 mit Christoph von Taxis, Hofpostmeister
      12. Allegra, ⚭ mit Johann Baptista Zapata, corriero maggiore (Post- und Kuriermeister) in Neapel

    2. Elisabeth († 1518) ⚭ Bonus von Bordogna (1482–1560), kaiserlicher Postmeister zu Trient, seit deren Sohn Lorenz I. (1510–1559) Bordogna von Taxis genannt, Stammeltern der Obrist-Erbpostmeister Taxis-Bordogna-Valnigra mit dem Zweig Tasso von Sachsen-Coburg und Braganza

## Thurn und Taxis bis zur Reichsauflösung
1. Lamoral Claudius Franz von Thurn und Taxis (1621–1676), seit 1646 Generalerbpostmeister, 1660 Namensänderung in Thurn und Taxis
  1. Eugen Alexander von Thurn und Taxis (1652–1714) ⚭ (I) Anna Adelheid von Fürstenberg-Heiligenberg (1659–1701), Tochter von Hermann Egon Fürst von Fürstenberg-Heiligenberg; ⚭ (II) Anna Augusta zu Hohenlohe-Waldenburg-Schillingsfürst (1675–1711), Tochter von Ludwig Gustav zu Hohenlohe-Waldenburg in Schillingsfürst
    1. (I) Dorothea (1679–1681)
    2. (I) (Sohn) (1680, jung gestorben)
    3. (I) Anselm Franz von Thurn und Taxis (1681–1739) ⚭ Maria Ludovika Anna von Lobkowicz (1683–1750), Tochter von Ferdinand August Leopold von Lobkovicz
      1. Alexander Ferdinand von Thurn und Taxis (1704–1773) ⚭ (I) Sofie Christiane Louise von Brandenburg-Bayreuth (1710–1739), Tochter von Markgraf Georg Friedrich Karl (Brandenburg-Bayreuth) (1688–1735); ⚭ (II) Charlotte Louise de Lorraine, Comtesse de Lambesc († 1747); ⚭ (III) Maria Henriette Josepha von Fürstenberg-Stühlingen.
        1. Karl Anselm von Thurn und Taxis (1733–1805) ⚭ Auguste Elisabeth von Württemberg (1734–1787), Tochter von Herzog Karl Alexander (Württemberg) (1684–1737)
          1. Maria Theresia (1757–1776) ⚭ Reichsfürst Kraft Ernst zu Oettingen-Wallerstein (1748–1802), Sohn von Graf Philipp Carl zu Oettingen-Wallerstein (1722–1766)
          2. Sophie Friederike von Thurn und Taxis (1758–1800) ⚭ (I) Fürst Hieronim Wincenty Radziwiłł (1759–1786); ⚭ (II) NN Kazanowski; ⚭ (III) Graf Ostrorog
          3. Franz Johann Nepomuk (1759–1760)
          4. Henrica Karolina (1762–1784) ⚭ Fürst Johann Alois II. zu Oettingen-Spielberg (1758–1797), Sohn von Fürst Anton Ernst zu Oettingen-Spielberg (1712–1768)
          5. Alexander Karl (1763–1763)
          6. Friederika Dorothea (1764)
          7. Karl Alexander von Thurn und Taxis (1770–1827) ⚭ Therese Mathilde von Mecklenburg-Strelitz (1773–1839), Tochter von Großherzog Karl II. (Mecklenburg) (1741–1816) → Regensburger Linie
          8. Friedrich Johann (1772–1805), unverheiratet

        2. (III) Maria Theresia (1755–1810) ⚭ Ferdinand Graf von Ahlefeld-Langeland-Rixingen
        3. (III) Maria Elisabeth (1767–1822) ⚭ 1. Karl Joseph Alois Fürst von Fürstenberg; 2. Joseph Freiherr von Lassberg
        4. (III) Maximilian Joseph von Thurn und Taxis (1769–1831) ⚭ Prinzessin Maria Eleonore von Lobkowitz (1770–1834) → Böhmische Linie

      2. Maria Philippine Eleonore (1705–1706)
      3. Marie-Auguste von Thurn und Taxis (1706–1756) ⚭ Herzogs Karl Alexander (Württemberg) (1684–1737)
      4. Christian Adam Egon (1710–1745)

    4. Heinrich Franz (1682–1700)
    5. Anna Franziska (1683–1763)[1] ⚭ am 6. Januar 1706 Graf Franz Ernst zu Salm-Reifferscheidt-Dyck (1659–1727)
    6. Jakob Lamoral (1696 erwähnt)
    7. Eleonora Ferdinanda (1685–1721)

## Thurn und Taxis nach Auflösung des HRR
1. Karl Alexander von Thurn und Taxis (1770–1827) ⚭ Therese Mathilde von Mecklenburg-Strelitz (1773–1839), Tochter von Großherzog Karl II. (Mecklenburg) (1741–1816)
  1. Charlotte Luise (1790)
  2. Georg Karl (1792–1795)
  3. Maria Theresia (1794–1874) ⚭ Fürst Paul III. Anton Esterházy de Galantha (1786–1866)
  4. Luise Friederike (1798)
  5. Maria Sophia Dorothea (1800–1870) ⚭ Friedrich Paul Wilhelm Herzog von Württemberg (1797–1860), Sohn von Herzog Eugen Friedrich Franz Heinrich von Württemberg (1758–1822)
  6. Maximilian Karl von Thurn und Taxis (1802–1871) ⚭ (I) Wilhelmine Caroline Christiane Henriette von Dörnberg (1803–1835); ⚭ (II) Mathilde Sophie zu Oettingen-Oettingen
    1. Maximilian Anton von Thurn und Taxis (1831–1867) ⚭ Helene in Bayern (1834–1890), Tochter von Herzog Max Joseph in Bayern (1808–1888)
      1. Louise von Thurn und Taxis (1859–1948) ⚭ Friedrich von Hohenzollern-Sigmaringen (1843–1904)
      2. Elisabeth von Thurn und Taxis (1860–1881) ⚭ Herzog Michael von Braganza (1853–1927)
      3. Maximilian Maria von Thurn und Taxis (1862–1885)
      4. Albert von Thurn und Taxis (1867–1952) ⚭ Margarethe Klementine von Österreich (1870–1955), Tochter von Erzherzog Joseph Karl Ludwig von Österreich (1833–1905)
        1. Franz Joseph von Thurn und Taxis (1893–1971) ⚭ Elisabeth von Braganza (1894–1970), Tochter von Herzog Michael von Braganza (1853–1927)
          1. Gabriel (1922–1942), bei Stalingrad gefallen

        2. Karl August von Thurn und Taxis (1898–1982) ⚭ Maria Anna von Braganza (1899–1971), Tochter von Herzog Michael von Braganza (1853–1927)
          1. Clothilde Alberta Maria Franziska Xaveria Andrea (1922–2009) ⚭ Johann Moritz Prinz von und zu Liechtenstein (1914–2004), Sohn von Alfred Roman von und zu Liechtenstein (1875–1930)
          2. Mafalda (1924–1989) ⚭ Franz von Thurn und Taxis (1915–1997), Sohn von Erich Lamoral Hugo Egon Maria von Thurn und Taxis (1876–1952)
          3. Johannes von Thurn und Taxis (1926–1990) ⚭ Gloria von Thurn und Taxis (* 1960), Tochter von Joachim Graf von Schönburg-Glauchau (1929–1998)
            1. Maria Theresia Ludowika Klothilde Helene Alexandra (* 1980) ⚭ 13. September 2014 Hugo Wilson (* 11. Januar 1982)
            2. Elisabeth Margarete Maria Anna Beatriz (* 1982)
            3. Albert Maria Lamoral Miguel Johannes Gabriel (* 1983)

          4. Albert (1930–1935)

        3. Ludwig Philipp Prinz von Thurn und Taxis (1901–1933) ⚭ Elisabeth von Luxemburg (1901–1950), Tochter von Großherzog Wilhelm IV. (Luxemburg) (1852–1912)
        4. Max Emanuel Prinz von Thurn und Taxis (1902–1994), später Pater Emmeram OSB genannt
        5. Elisabeth Helene Prinzessin von Thurn und Taxis (1903–1976) ⚭ Friedrich Christian von Sachsen (1893–1968)
        6. Raphael Rainer von Thurn und Taxis (1906–1993) ⚭ Margarete von Thurn und Taxis (1913–1997), Tochter von Maximilian Theodor Egon Lamoral von Thurn und Taxis (1876–1939)
          1. Max Emanuel (* 1935) ⚭ Christa Prinzessin von Thurn und Taxis (* 1941), geb. Heinle
            1. Hubertus Raphael Franz Joseph Ulrich Maria Lamoral Prinz von Thurn und Taxis (* 1973) verheiratet mit Prinzessin Marion von Thurn und Taxis (* 1971), geb. Friedrich, gesch. Fischer, Kinder aus erster Ehe: Patrick Fischer (* 1994), Kim Fischer (* 2002).
            2. David Raphael Max Emanuel Philipp Albert Lamoral, Prinz von Thurn und Taxis (* 16. Juni 2011 in Fussen)
            3. Philipp Gabriel Franz Joseph Magnus Maria Lamoral Prinz von Thurn und Taxis (* 1975), seit 18. Mai 2019 verheiratet mit Alessandra Charlotte Prinzessin von Thurn und Taxis, geb. Caspari (* 1984)

        7. Philipp Ernst Prinz von Thurn und Taxis (1908–1964)

    2. Theodor Georg Maximilian Lamoral (1834–1876) ⚭ Melanie von Seckendorff (1841–1919)
      1. Maximilian Theodor Egon Lamoral (1876–1939) ⚭ Pauline von Metternich-Winneburg (1880–1960), Tochter von Fürst Paul Clemens Lothar von Metternich-Winneburg (1834–1906)
        1. Margarete (1913–1997) ⚭ Raphael Rainer von Thurn und Taxis (1906–1993), Sohn von Albert von Thurn und Taxis (1867–1952)

    3. Paul von Thurn und Taxis (1843–1879)
    4. Franz (1852–1897) ⚭ 1883 Theresia Grimaud von Orsay (1861–1947)
      1. Gustav von Thurn und Taxis (1888–1919)

  7. Friedrich Wilhelm von Thurn und Taxis (1805–1825), unverheiratet
2. Maximilian Joseph von Thurn und Taxis (1769–1831) ⚭ Prinzessin Maria Eleonore von Lobkowitz (1770–1834) → Böhmische Linie
  1. August von Thurn und Taxis (1794–1862), bayerischer Generalmajor